# Karaops vadlaadambara
Espèce
Karaops vadlaadambara est une espèce d'araignées aranéomorphes de la famille des Selenopidae.

## Distribution
Cette espèce est endémique du Sud-Est de l'Australie-Méridionale,. Elle se rencontre dans les chaînes de Gammon et Flinders.

## Description
Le mâle holotype mesure 4,68 mm et la femelle paratype 5,51 mm.

## Publication originale
- Crews & Harvey, 2011 : The spider family Selenopidae (Arachnida, Araneae) in Australasia and the Oriental region. ZooKeys, no 99, p. 1-103 (texte intégral).